# NGC 5745-2
NGC 5745-2 is een compact sterrenstelsel in het sterrenbeeld Weegschaal. Het hemelobject werd op 5 juni 1836 ontdekt door de Britse astronoom John Herschel.

## Synoniemen
- MCG -2-38-4
- VV 98